# Contrada della Cava
La Contrada della Cava, sita nella parte ovest di Orvieto, costituisce il cuore del quartiere medievale della città. È attraversata da Via della Cava.
Nel Medioevo la contrada era la zona degli artigiani, come testimoniano dei resti di fornaci, le vasche di qualche follonica.
La Fonte della Cava, di cui già si parlava nel 1299, era il primo posto dove rifocillare gli asini dopo l'ascesa della rupe di Orvieto.
Persino le grotte (ora cantine, magazzini o negozi) erano adibite a stalle per gli asini o addirittura a malsane abitazioni e laboratori.
Fino agli anni sessanta del secolo scorso era il rione preferito dai turisti per pranzare o cenare nelle osterie o nelle bettole.
Negli anni ottanta si è incominciato a ristrutturare le abitazioni rispettando l'aspetto originario nonostante l'inserimento di nuovi negozi.
Nel quartiere si trovano gli ultimi anziani che parlano ancora il dialetto orvietano.

## Monumenti e luoghi d'interesse
- Chiesa della Madonna della Cava
- Pozzo della Cava
- Mostra di maioliche medioevali e rinascimentali
- Muro etrusco
- Porta Maggiore
- Rupi e varie (chiostro, convento, Palazzo del Gusto, tetti della Cava, campagne, colline, panorama sulla Necropoli del Crocifisso del Tufo, ecc.)[2], ma anche negozi, magazzini e cantine [3].